# Athene
Athene és un gènere d'ocells de la família dels estrígids (Strigidae).
Són petits rapinyaires nocturns, de cap arrodonit i sense flocs de plomes o "orelles". De color motejat de marró i blanc, amb ulls grocs i "celles" blanques. Les diferents espècies habiten a tots els continents a excepció d'Austràlia, l'Antàrtida i l'Àfrica subsahariana. Als Països Catalans està present el mussol comú.

## Taxonomia
Segons la classificació del Congrés Ornitològic Internacional (versió 13.1, 2023), aquest gènere està format per 9 espècies:
- mussol braman (Athene brama).
- mussol de lloriguera (Athene cunicularia).
- mussol comú (Athene noctua).
- mussol nínox (Athene superciliaris).
- mussol de Blewitt (Athene blewitti).
- nínox de Jacquinot (Athene jacquinoti).
- nínox de Guadalcanal (Athene granti).
- nínox de Malaita (Athene malaitae).
- nínox de Makira (Athene roseoaxillaris).

Tanmateix, per altres obres taxonòmiques, com el Handook of the Birds of the World i la quarta versió de la BirdLife International Checklist of the birds of the world (Desembre 2019), el gènere Athene conté només 4 espècies, car consideren que A. jacquinoti, A. granti, A. malaitae i A. roseoaxillaris pertanyen al gènere Ninox. A més, consideren que A. blewitti pertany al gènere monofilètic Heteroglaux. Ja el COI no reconeix aquest darrer gènere.
Athene cunicularia era antany inclosa al gènere Speotyto.